# Colom bru de Tawi-Tawi
El colom bru de Tawi-Tawi  (Phapitreron cinereiceps) és una espècie d'ocell de la família dels colúmbids (Columbidae) que habita la selva humida de Tawitawi, a l'arxipèlag de Sulu